# خضير صرحة الوادي (صنعاء القديمة)
حارة خضير صرحة الوادي هي إحدى حارات مدينة صنعاء القديمة، بلغ تعداد سكانها 1625 نسمة حسب تعداد اليمن لعام 2004.